# Cimetière de Clamart
Le cimetière de Clamart est un ancien cimetière qui était bordé par la rue des Fossés-Saint-Marcel et la rue du Fer-à-Moulin dans l'actuel 5e arrondissement de Paris
Il ne faut pas le confondre avec les deux cimetières actuels de Clamart ville des Hauts-de-Seine :
- le cimetière intercommunal de Clamart, également appelé Cimetière du Parc, créé en 1957 et situé rue de la Porte-de-Trivaux ;
- le cimetière communal de Clamart dit cimetière du Bois-Tardieu, entre l'avenue du Général-de-Gaulle et l'avenue du Bois-Tardieu ;
- ni avec l'ancien cimetière de la ville de Clamart, établi dans cette commune de 1793 à 1868 place Jules-Hunebelle, alors place Saint-Pierre[1].

## Origine du nom
Le nom de Clamart fut choisi en raison de la proximité de l'hôtel de Clamart qui était situé sur la partie Sud de la rue du Fer-à-Moulin (no  2 à 24),. Il se trouvait à l'emplacement des anciens jardins de l'Hôtel de Clamart, propriété de certains seigneurs de Clamart ; ceux-ci avaient en outre fait élever une croix portant le nom de leur fief sur la place appelée ultérieurement Poliveau, et actuellement place de l’Émir-Abdelkader.

## Situation
Les no 1 à 17 de l'actuelle rue du Fer-à-Moulin, alors dénommée rue de la Muette, la rue Scipion alors dénommée rue de la Barre, la rue des Francs-Bourgeois-Saint-Marcel qui a été supprimée lors du percement du boulevard Saint-Marcel et la rue des Fossés-Saint-Marcel ou s'effectuait l'entrée du cimetière.
L'amphithéâtre d'anatomie des hôpitaux de Paris, dont l'entrée se situe 7 rue du Fer-à-Moulin, occupe la majeure partie de l'emplacement du cimetière.
De la forme trapèze rectangle, il mesurait environ 140 m et 110 mètres de longueur et 55 m de la largeur.

## Historique

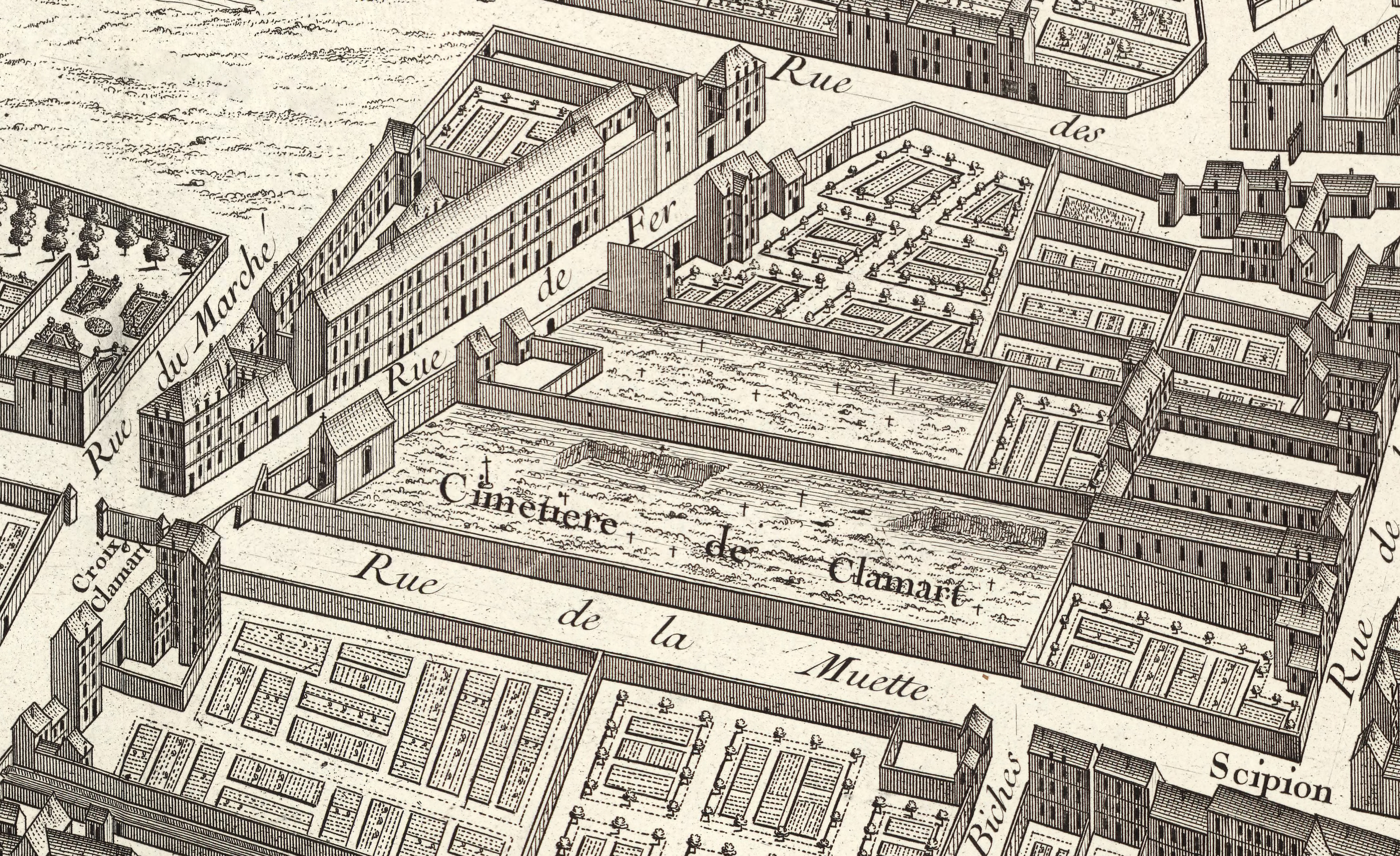
Le cimetière de Clamart vers 1734-1736 sur le plan de Turgot publié en 1739.

En 1672, l'Hôtel-Dieu de Paris et l'hôpital de la Trinité achetèrent dans le faubourg Saint-Marcel une parcelle sur laquelle se trouvaient 3 maisons avec jardins et dépendances, afin d'ouvrir, après leur démolition, le cimetière de Clamart en raison de la fermeture du cimetière de la Trinité située rue Saint-Denis.
Le cimetière de Clamart, qui était beaucoup plus grand que le cimetière des Innocents, était à cette époque le plus grand de Paris. Comme le précédent il y reçoit les sépultures de l'Hôtel-Dieu de Paris dont les familles ne pouvaient assurer l'enterrement. Ce cimetière des pauvres, recevait environ 265 corps par an vers 1763, qui étaient enterrés dans des fosses communes et ne contenait aucun monument ni aucun tombeau.
À partir de 1780, en raison de la fermeture du cimetière des Innocents, l'Hôtel-Dieu de Paris autorise d'autres hôpitaux à utiliser ce cimetière. C'est ainsi que l'hôpital Sainte-Catherine (alors situé rue Saint-Denis, à l'actuel no 20) ouvre sur la limite Sud du cimetière de Clamart, le cimetière de Sainte-Catherine.
En 1783, l'élargissement de la rue du Fer-à-Moulin se fit sur le cimetière de Clamart, qui se trouva ainsi réduit sur la partie Nord mais il reçut une surface identique située en face de l'hôtel Scipion, qui servait alors d'entrepôt à l'hôpital général de Paris.
Après le transfert des dépouilles aux Catacombes de Paris, le cimetière de Clamart fut définitivement fermé en 1793 et remplacé par le cimetière Sainte-Catherine. L'amphithéâtre d'anatomie des hôpitaux de Paris, construit en 1833, occupe une grande partie de son emplacement.
Dans son tableau de Paris, écrit en 1782, Louis Sébastien Mercier en fait une description :
« Les corps que l'Hôtel-Dieu vomit journellement, sont portés à Clamart. C'est un vaste cimetière, dont le gouffre est toujours ouvert. Ces corps n'ont point de bière : ils sont cousus dans une serpillière. On se dépêche de les enlever de leur lit; & plus d'un malade réputé mort, s'est réveillé sous la main hâtive qui l'enfermait dans ce grossier linceul; d'autres ont crié qu'ils étaient vivants, dans le chariot même qui les conduisait à la scépulture.
Ce chariot est traîné par douze hommes. Un prêtre sale et crotté, une cloche, une croix, voilà tout l'appareil qui attend le pauvre : mais alors tout est égal.
Ce chariot lugubre part tous les jours de l'Hôtel-Dieu à quatre heures du matin ; il roule dans le silence de la nuit. La cloche qui le précède éveille à son passage ceux qui dorment ; il faut se trouver sur la route pour bien sentir tout ce qu'inspire le bruit de ce chariot, et toute l’impression qu’il répand dans l’âme.
 On l’a vu, dans certains temps de mortalité, passer jusqu’à quatre fois en vingt-quatre heures : il peut contenir jusqu’à cinquante corps. On met les enfants entre les jambes des adultes. On verse ces cadavres dans une fosse large et profonde ; on y jette ensuite de la chaux vive ; et ce creuset qui ne se ferme point dit à l’œil épouvanté qu’il dévorerait sans peine tous les habitants que renferme la capitale.
 L’arrêt du Parlement, du 7 juin 1765, qui supprime tous les cimetières dans l’enclos de la ville de Paris, est demeuré sans effet. La populace ne manque pas, le jour de la fête des morts, d’aller visiter ce vaste cimetière, où elle pressent devoir se rendre bientôt à la suite de ses pères. Elle prie et s’agenouille, puis se relève pour aller boire. Il n’y a là ni pyramides, ni tombeaux, ni inscriptions, ni mausolées : la place est nue. Cette terre grasse de funérailles est le champ où les jeunes chirurgiens vont la nuit, franchissant les murs, enlever des cadavres pour les soumettre à leur scalpel inexpérimenté. Ainsi après le trépas du pauvre, on lui vole encore son corps ; et l’empire étrange que l’on exerce sur lui ne cesse enfin que quand il a perdu les derniers traits de la ressemblance humaine ».
Il avait un renom assez sinistre dans la population parisienne, car longtemps on y porta le corps des suppliciés.

## Personnalités inhumées
- Une partie des victimes des massacres de Septembre
- Le poète Nicolas Gilbert (1750-1780)
- Le révolutionnaire, écrivain, diplomate, franc-maçon, journaliste et homme politique Honoré-Gabriel Riqueti de Mirabeau (1749-1791)

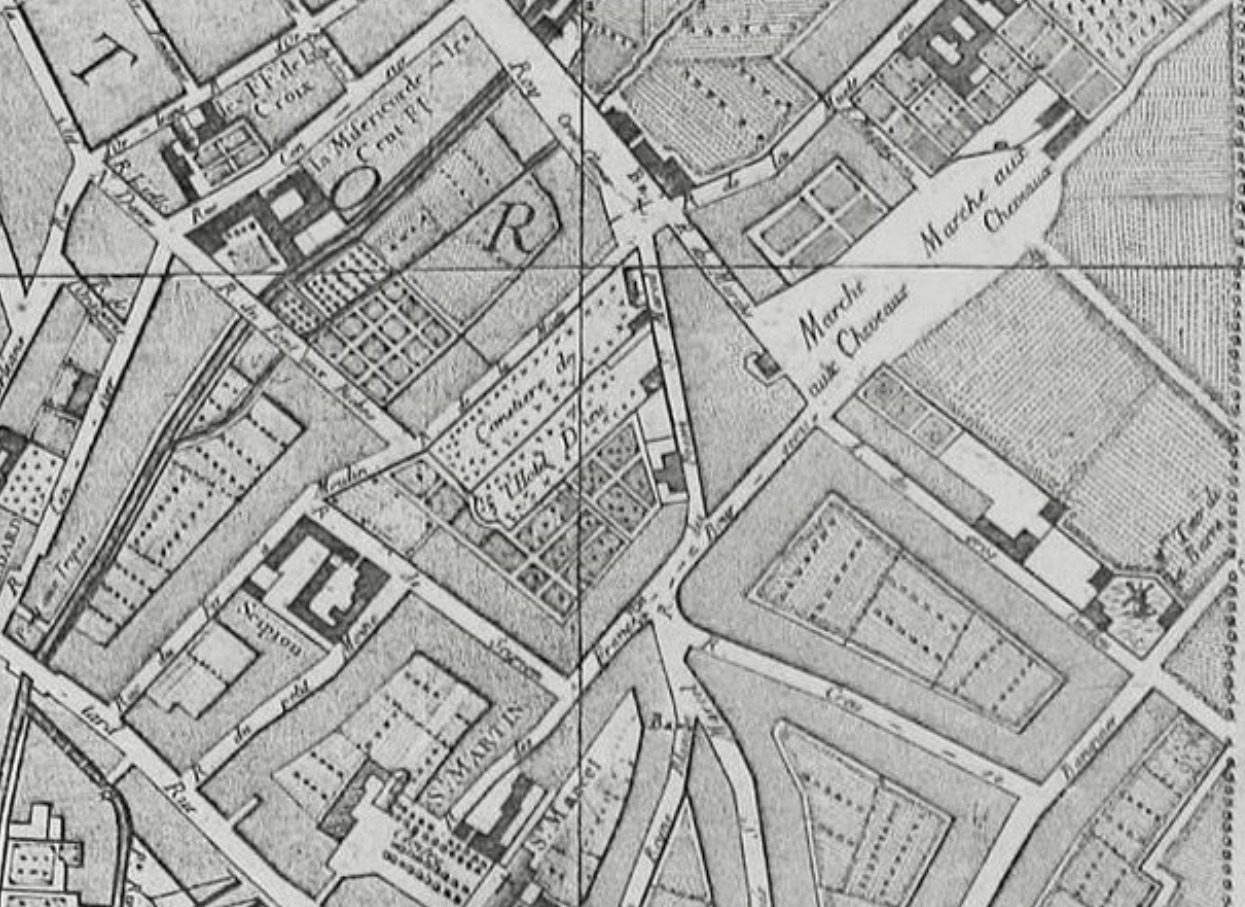
Détail du Plan de Deharme (1763). Cimetières de Clamart et de Sainte-Catherine (Indiqués cimetière de l'Hôtel Dieu) à Paris.